# Črne koze
Črne koze (tudi osepnice ali variola) so človeška nalezljiva bolezen, ki jo povzroča virus variole. Bolezen nastopa v dveh oblikah, hujšo obliko črnih koz imenujemo variola major, blažjo pa variola minor (alastrim). Za zdravljenje ni poznanega specifičnega zdravila, učinkovito je le cepljenje.
Bolezen se kaže v obliki gnojnih mehurčkov po telesu, zlasti po glavi in udih. Spremlja jo vročina. Pri hujši obliki bolezni (variola major) je smrtnost 30–35-odstotna, pri varioli minor pa okoli 1%. Dolgoročni zapleti pri varioli major so značilne brazgotine, zlasti po obrazu, ki se pojavijo pri 65–85 % preživelih. Redkejša zapleta sta slepota zaradi poškodbe roženice in deformacije udov zaradi artritisa in osteomielitisa in se pojavljata pri okoli 2–5 % bolnikov.

## Zgodovina
Bolezen naj bi se med prebivalstvom pojavila okoli 10.000 let pr. n. št.
Zaradi črnih koz je v 18. stoletju v Evropi letno umrlo okoli 400.000 Evropejcev ter je bila vzrok tretjini primerov slepote. Umrlo je 20–60 % okuženih oseb, med otroci celo nad 80 %. V 20. st. naj bi zaradi črnih koz umrlo 300–500 milijonov ljudi.
Na začetku 50-ih let se je vsako leto okužilo 50 milijonov svetovnega prebivalstva. Po uspešni kampanji cepljenja, ki se je začela že v 19. st., je Svetovna zdravstvena organizacija (SZO) decembra 1979 naposled objavila, da je bolezen izkoreninjena. Doslej so črne koze edina nalezljiva človeška bolezen, ki so jo povsem izkoreninili.
Prvo cepivo je leta 1796 iz virusa kravjih osepnic (vakcinija) pripravil Edward Jenner. Na slovenskem ozemlju je proti črnim kozam že leta 1801 pričel cepiti kirurg Vincenc Kern. Bolezen se je zadnjič pojavila leta 1977 v Somaliji, leta 1980 pa je Svetovna zdravstvena organizacija (SZO) sprejela deklaracijo o izkoreninjenju črnih koz. Cepljenje proti črnim kozam v Sloveniji od leta 1978 ni več predpisano. Težko je reči, koliko žrtev je bolezen pred izkoreninjenjem zahtevala, zagotovo pa jih je bilo več milijonov. Virus naj bi uničili tudi v vseh laboratorijih na svetu, razen v enem v ZDA in enem v Rusiji. Zdaj nevarnosti za naravno okužbo naj ne bi bilo več, bi pa bila mogoča zloraba virusa črnih koz v vojne ali politične namene.

## Povzročitelj
Črne koze povzroča virus variole (Poxvirus hominis) iz rodu Orthopoxvirus, iz družine Poxviridae ter iz poddružine Chordopoxvirinae. Gre za velik virus, velik okoli 302 do 350 nanometrov v dolžino in 244 do 270 nanometrov v širino. Gre za DNK-virus z eno dvojnovijačno molekulo DNK, zgrajeno iz 186.000 baznih parov.
Življenjski cikel virusa je zapleten; virus se nahaja v mnogih kužnih oblikah, ki imajo različne mehanizme za vstop v celico. Poksivirusi so posebnost med DNK-virusi, saj se razmnožujejo v citoplazmi in ne v celičnem jedru. Poksivirusi v celici proizvajajo številne specializirane beljakovine, potrebne za njihovo razmnoževanje, ki jih ne najdemo pri drugih virusih.
Kužni so virusi z ovojnico kot tudi virioni brez ovojnice. Ovojnica je zgrajena iz spremenjene membrane celičnega Golgijevega aparata in vsebuje virusove polipeptide, med drugimi hemaglutinin.

## Prenašanje
Virusi variole se prenašajo kapljično, zlasti preko kapljic iz ustne, nosne ali žrelne sluznice, ki jih izkašlja ali izkiha okužena oseba. Prenaša se tudi preko neposrednega kontakta z okuženimi telesnimi tekočinami ali predmeti, na primer z obleko. Virus prehaja tudi posteljico, vendar se nerojeni otrok le redko okuži od matere. Bolnik ni znatno kužen, dokler ne nastopijo simptomi. Največja nevarnost okužbe je v prvem tednu pojava mehurčkov. Po 7–10 dneh kužnost upade, ko se na kožnih lezijah že tvorijo kraste, vendar bolnik ostane kužen vse dokler ne odpadejo zadnje kraste.
Črne koze so zelo nalezljiva bolezen, vendar se nekateri drugi virusi širijo hitreje. Za prenos okužbe z virusom variole je namreč potreben tesnejši stik, kužnost pa znatno poraste šele, ko nastopijo vidni kožni mehurčki. Obdobje velike kužnosti je tudi dokaj kratko (prvi teden po nastopu prvih izpuščajev). V predelih zmernega podnebja je bilo največ okužb pozimi in spomladi, v tropskih območjih pa je bilo nihanje med letom manj izrazito. Ni znano, da bi prišlo do prenosa okužbe preko pikov žuželk ali drugih živali in tudi ni znano, da bi bili nekateri prenašalci asimptomatski (brez znakov okužbe). Virus je odporen proti sušenju in se v krastah na sobni temperaturi ohrani več let.

## Bolezenski znaki in simptomi
Črne koze so se pojavljale v dveh pojavnih oblikah, kot variola major (hujša in pogostejša oblika z izrazitejšim izpuščajem in višjo vročino) in variola minor (redkejša z bistveno blažjim potekom). Variola minor je v zgodovini povzročila le 1 % ali manj vseh smrti zaradi okužbe z virusom črnih koz. Opisali so tudi primere asimptomatskih okužb, a so bili redki. Pri cepljenih osebah so poročali tudi o obliki variola sine eruptione (črne koze brez izpuščaja); kazala se je le kot povišana telesna temperatura, ki je nastopila po pričakovani inkubacijski dobi, potrdili pa so jo lahko le z dokazom protiteles ali redko z osamitvijo virusa.
Prvi znaki okužbe so visoka vročina, utrujenost, zelo slabo počutje, bruhanje in bolečine v križu. Pozneje se razvije izpuščaj v obliki mehurčkov najprej po obrazu, rokah in nogah, šele kasneje tudi po trupu. Izpuščaji so podobni tistim pri škrlatinki in ošpicah. Po 3 ali 4 dneh vročina nenadoma pade, rdeči izpuščaji preidejo najprej v bunčice (papule) in nato v ugreznjene mehurčke, ki jih obdaja rdeč kolobar. Mehurčki so značilno ugreznjeni zaradi razkrajanja tkiv in fibroze. Sprva so izpuščaji napolnjeni s prozorno tekočino, nato pa postanejo gnojni in ob tem ponovno naraste vročina, bolnik pa je močno prizadet. Po nekaj dneh se gnojni mehurčki spremenijo v kraste, ki se počasi posušijo in odpadejo, ter za sabo pustijo brazgotine, splošno stanje se polagoma izboljšuje. Mehurčki in kraste se pojavijo tudi na sluznicah. Pri varioli major je izpuščaj izrazitejši, vročina pa višja.
Podobni znaki in simptomi se kažejo pri noricah, vendar so v tem primeru izpuščaji predvsem na trupu, spremembe so manjše in niso ugreznjene. Tudi splošni simptomi so blažji.

## Diagnoza
Klinična opredelitev črnih koz je bolezen z akutnim pojavom vročine nad 38,3 °C, ki mu sledi značilen izpuščaj s čvrstimi, globoko zasidranimi, lahko gnojnimi mehurčki, brez drugega znanega vzroka. Po klinični opredelitvi je potrebna potrditev z laboratorijskimi testi.
Mikroskopsko so vidni značilni citoplazemski vključki, ki jih proizvajajo virusi črnih koz. Med njimi so najpomembnejši t. i. Guarnierijeva telesca, v katerih poteka podvojevanje virusa. Guarnierijeva telesca se lahko identificirajo iz biopsijskega vzorca kože, obarvanega s hematoksilinom in eozinom. Vidni so kot rožnati madeži. Prisotni so pravzaprav v vseh primerih okužbe s črnimi kozami, vendar pa njihova odsotnost ni dovoljšen dokaz za izključitev okužbe. Diagnoza okužbe se lahko hitro opravi tudi z elektronskim mikroskopiranjem pustularne tekočine ali kraste, vendar pod elektronskim mikroskopom izgledajo vsi ortopoksvirusi podobno, in sicer imajo virioni opekasto obliko. Če pa se z elektronskim mikroskopom prepozna značilna morfologija herpesvirusov, se lahko okužba z virusom črnih koz drugih ortopoksvirusi izključi.
Dokončno laboratorijsko identifikacijo virusa črnih koz omogoča gojenje virusa na horioalantoični mreni (del piščančjega zarodka) ter preiskava nastalih lezij v določenih temperaturnih razmerah. Virusni sevi se lahko določijo z verižno reakcijo s polimerazo (PCR) ali analizo polimorfizmov dolžin pomnoženih fragmentov (RFLP). Kot pomoč pri dignosticiranju okužbe so razvili tudi serološke teste in encimski imunski test (ELISA), ki določajo prisotnost za virus črnih koz specifičnih imunoglobulinov in antigenov.
Po izkoreninjenju črnih koz je prišlo večkrat do zamenjave vodenih koz (noric) s črnimi kozami. Razlikovanje med obema boleznima je možno na več načinov. Za razliko od črnih koz vodene koze praviloma ne prizadenejo dlani in podplatov. Mehurčki, ki jih povzroča virus noric, so različnih velikosti zaradi nesočasnega vzbrstenja. Kožne spremembe pri črnih kozah so običajno enakih velikosti, saj se pojavijo bolj ali manj sočasno. Na voljo so tudi številne laboratorijske metode za potrditev noric pri bolnikih z morebitnim sumom na črne koze.
- Lezije na horioalantoični mreni piščančjega zarodka, ki so jih povzročili virusi črnih koz.
- Za razliko od izpuščaja pri črnih kozah se pojavi izpuščaj pri noricah zlasti na trupu in se širi manj izrazito na okončine.
- Bolnica s črnimi kozami, pri kateri so vidne značilne makulopapilarne brazgotine, ki se pojavijo v kasni fazi okužbe (slika iz leta 1965).

## Zdravljenje
Zdravljenje je predvsem simptomatsko, protivročinsko. Pri sekundarni okužbi z bakterijami (pljučnica) se daje antibiotike s širokim spektrom delovanja.

### Cepljenje
Preden so cepljenje po vsem svetu ukinili, so cepili z virusom vakcinije (virus govejih koz). Po vnosu cepiva se po nekaj dneh pojavi bunčica (papula), ki preide v gnojni mehurček (pustulo). Z mesta cepljenja se virus lahko prenese na druge predele kože ali na druge osebe.

### Izkoreninjenje
Prvič je cepljenje proti črnim kozam omenil kitajski avtor Wan Quan (1499–1582) v svoji Douzhen xinfa (心法 心法), objavljeni leta 1549  s prvimi namigi o praksi na Kitajskem v 10. stoletju. Na Kitajskem so črne koze v prahu vpihavali zdravim osebam v nos. Ljudje naj bi potem razvili blagi primer bolezni in od takrat naj bi bili imuni proti njej. Tehnika je imela stopnjo umrljivosti 0,5–2,0%, kar je bilo bistveno manj kot 20–30% smrtnosti same bolezni. Dve poročili o kitajski metodi cepljenja je Kraljeva družba prejela v Londonu leta 1700; eno poročilo od dr. Martina Listerja, kateremu je poročilo predal nek uslužbenec vzhodnoindijske družbe, zaposlen na Kitajskem, drugo poročilo pa je poslal Clopton Havers. Voltaire (1742) poroča, da so Kitajci cepili proti črnim kozam "teh sto let".
Angleški zdravnik Edward Jenner je leta 1796 dokazal učinkovitost kravjih koz za zaščito ljudi pred črnimi kozami, potem ko so skušali črne koze izkoreniniti na regionalni ravni. V Rusiji leta 1796 je prvemu otroku, ki je prejel to zdravljenje, Katerina Velika dala ime "Vakcinov" in ga na račun naroda dala šolati. V Novem svetu je cepljenje prvi uvedel v Trinity, Nova Funblandija, leta 1800, dr. John Clinch, Jennerjev prijatelj iz otroštva in kolega. Že leta 1803 je španska krona organizirala Balmisovo ekspedicijo za prevoz cepiva v španske kolonije v Ameriki in na Filipine, kjer so uvedli programe masovnega cepljenja. Ameriški kongres je leta 1813 sprejel Zakon o cepljenju, da bi zagotovil, da bo varno cepivo proti črnim kozam na voljo ameriški javnosti. Okoli 1817 je v nizozemski vzhodni Indiji potekal zelo zanesljiv program cepljenja. V britanski Indiji so program za širjenje cepljenja proti črnim kozam začeli indijski zdravstveni delavci pod nadzorom evropskih uradnikov. Kljub temu je britanska prizadevanja za cepljenje v Indiji in zlasti v Burmi ovirala trdovratna domača naklonjenost inokulaciji in nezaupanje do cepljenja, in to kljub zahtevni zakonodaji, izboljšani lokalni učinkovitosti cepiva in konzervansa za cepivo ter izobraževalnim prizadevanjem. Do leta 1832 je zvezna vlada Združenih držav vzpostavila program cepljenja za črne koze za Indijance. Leta 1842 je Združeno kraljestvo prepovedalo inokulacijo in odloku kasneje dodalo obvezno cepljenje. Britanska vlada je z odlokom parlamenta leta 1853 uvedla obvezno cepljenje proti črnim kozam. V Združenih državah Amerike so med 1843 do 1855 posamezne države, kot prva Massachusetts, kasneje pa še druge države uvedle obvezno cepljenje proti črnim kozam. Čeprav nekateri niso bili naklonjeni tem ukrepom, usklajena prizadevanja proti črnim kozam niso odnehala in pojavnost bolezni je v večini industrijskih držav je še naprej padala. V severni Evropi so številne države do leta 1900 črne koze izkoreninile im leta 1914 je pojavnost v večini industrializiranih držav padla na sorazmerno nizko raven. Cepljenje se je v industrializiranih državah nadaljevalo vse do sredine ali poznih sedemdesetih let dvajsetega stoletja kot zaščita pred ponovnimi izbruhi bolezni. Avstralija in Nova Zelandija sta pri tem omembe vredni izjemi; deželi nista doživeli endemičnih črnih koz, tako da niso nikoli na široko cepili, temveč so se zanašali na oddaljenost od žarišč kot zaščito in na strogo karanteno.
Kot prva si je prizadevala odpraviti črne koze po celi polobli je bila narejena leta 1950, ki jih je Vseameriška zdravstvena organizacija. Kampanja je bila uspešno izkoreninila črne koze v vseh državah celine z izjemo Argentine, Brazilije, Kolumbije in Ekvadorja. Leta 1958 je profesor Viktor Ždanov, namestnik ministra za zdravje ZSSR, pozval Svetovno zdravstveno skupščino, naj začne globalno pobudo za izkoreninjenje črnih koz. Predlog (resolucija WHA11.54) je bil sprejet leta 1959. V tem času je vsako leto zaradi črnih koz umrlo 2 milijona ljudi. Na splošno je napredek pri izkoreninjenju razočaral, zlasti v Afriki in na indijski podcelini. Leta 1966 je bila pod vodstvom Američana Donalda Hendersona ustanovljena mednarodna ekipa, t.i. Enota za izkoreninjenje črnih koz. Leta 1967 je Svetovna zdravstvena organizacija pospešila globalno izkoreninjenje črnih koz s finansiranjem v višini 2,4 milijona dolarjev na leto in sprejela novo metodo za nadzor bolezni, kot je to predlagal češki epidemiolog Karel Raška.
V začetku petdesetih let je po svetu vsako leto prišlo do 50 milijonov novih primerov črnih koz. Da bi izkoreninili črne koze, je bilo treba vsakemu izbruhu preprečiti, da bi se širil, in sicer z izolacijo obolelih in cepljenjem vseh, ki so živeli blizu. Ta postopek je znan kot "obročno cepljenje". Ključ do te strategije je bilo v spremljanju primerov v skupnosti (znano kot nadzor) in njih zadrževanju. Začetni problem, s katerim se je soočala SZO, je bil neustrezno poročanje o primerih črnih koz, saj so se številni primeri izognili pozornosti organov. Dejstvo, da so ljudje edini rezervoar za okužbo s črnimi kozami in da prenosnikov za bolezen ni, je imelo pomembno vlogo pri izkoreninjenju črnih koz. SZO je vzpostavila mrežo svetovalcev, ki so pomagali državam vzpostaviti dejavnosti nadzora in zadrževanja. Na začetku so cepivo zagotavljale donacije predvsem Sovjetske zveze in Združenih držav, toda po letu 1973 so države v razvoju same proizvedle več kot 80 odstotkov cepiva.
Do zadnjega večjega izbruha črnih koz v Evropi je prišlo leta 1972 v Jugoslaviji, potem ko se je romar vrnil z Bližnjega vzhoda okužen z virusom. Epidemija je okužila 175 ljudi, 35 obolelih je umrlo. Organi so razglasili vojno stanje, uveljavili karanteno in opravili, ob pomoči SZO, obsežno ponovno cepljenje prebivalstva. Po dveh mesecih je izbruha bilo konec. Pred tem je prišlo do izbruha črnih koz maja – julija 1963 v Stockholmu na Švedskem; z Daljnega vzhoda je bolezen prinesel švedski mornar; izbruh so premagali z ukrepi karantene in cepljenjem lokalnega prebivalstva.
Do konca leta 1975 so črne koze obstajale le v Afriškem rogu. Pogoji so v Etiopiji in Somaliji bili zelo težki, saj gre za področja z malo cest. Državljanska vojna, lakota in begunci so to nalogo še dodatno otežili. V teh državah se je z začetkom leta 1977 začel intenziven program nadzora in zadrževanja ter cepljenja pod vodstvom avstralskega mikrobiologa Franka Fennerja. Ko se je kampanja približala cilju, sta Fenner in njegova ekipa igrala pomembno vlogo pri preverjanju izkoreninjenja. Zadnji naravni primer avtohtonih črnih koz ( Variola minor ) so ugotovili pri Ali Maow Maalinu, bolnišničnem kuharju v Merci, Somalija, 26. oktobra 1977. Zadnji naravni primer bolj smrtonosne variole major so ugotovili oktobra 1975 pri dvoletni Bangladeški deklici Rahimi Banu.
Globalno izkoreninjenje črnih koz je po korenitem preverjanju v teh deželah sporočila komisija uglednih znanstvenikov 9. decembra 1979, novico pa je potrdila skupščina Svetovne zdravstvene organizacije 8. maja 1980  Prva dva stavka resolucije se glasita:
Upoštevajoč razvoj in rezultate globalnega programa za izkoreninjenje črnih koz, ki ga je začela  leta 1958 in po letu 1967 pospešila,… izjavlja Svetovna zdravstvena organizacija, da so svet in njegovi narodi osvobodili črnih koz, ene od najbolj uničujočih bolezni epidemične narave v mnogih državah. Že od najzgodnejših časov dalje, vse do pred nekaj deset let v Afriki, Aziji in Južni Ameriki, so črne koze puščale za sabo smrt, slepoto in uničenje, — Svetovna zdravstvena organizacija, Resolucija WHA33.3

### Po izkoreninjenju
Do zadnjih primerov črnih koz na svetu je prišlo v izbruhu dveh primerov (eden je bil usoden) v Birminghamu v Združenem kraljestvu leta 1978. Medicinska fotografinja, Janet Parker, je zbolela na Medicinski fakulteti Univerze v Birminghamu in umrla 11. septembra 1978. Profesor Henry Bedson, znanstvenik, odgovoren za raziskave na črnih kozah na univerzi, je storil samomor  Vse znane zaloge črnih koz so kasneje uničili ali prenesli v dva referenčna laboratorija ravni BSL-4, ki ju je imenovala Svetovna zdravstvena organizacija  - ameriški centri za nadzor in preprečevanje bolezni ter ruski državni raziskovalni center za virologijo in biotehnologijo VECTOR.
Svetovna zdravstvena organizacija je prvič priporočila uničenje virusa leta 1986 in pozneje odločila, da se zaloge uničijo 30. decembra 1993. Datum so potem prestavili na 30. junij 1999. Zaradi odpora ZDA in Rusije se je Svetovna zdravstvena skupnost leta 2002 strinjala s predlogom, da se zaloge virusa začasno hrani dalje za posebne raziskovalne namene. Uničenje obstoječih zalog bi zmanjšalo z raziskavami o črnih kozah povezano tveganje; zaloge za odziv na izbruh črnih koz niso potrebne. Nekateri znanstveniki so trdili, da so zaloge lahko koristne pri razvoju novih cepiv, protivirusnih zdravil in diagnostičnih testov; Pregled, Skupina strokovnjakov za javno zdravje je za Svetovno zdravstveno organizacijo leta 2010 preverila stanje in prišla do zaključka, da nadaljnje skladiščenje v ZDA in v Rusiji za javno zdravje nima nobenega smisla. Slednje stališče so znanstveniki, zlasti veterani programa za izkoreninjenje koz, pogosto odprli.
V Marcu 2004 so v pisemskem ovitku, ki je bil vtaknjen v knjigo o Medicini med državljansko Vojno v Santa Fe, Nova Mehika, našli kraste črnih koz. Kot vsebina ovitka so bile navedene kraste po cepljenju; znanstveniki v Centrih za Nadzor in Preprečevanje Bolezni so tako dobili priložnost, da preučijo zgodovino cepljenja proti kozam v ZDA. .
1. julija 2014 jso enem od hladilnikov v laboratoriju FDA na lokaciji Nacionalnih institutov za zdravje v Bethesdi odkrili šest zaprtih steklenih vial s črnimi kozami iz leta 1954, skupaj z vzorčnimi vialami drugih patogenov.. Viale črnih koz so nato predali v roke CDC v Atlanti, kjer so ugotovili, da je virus, iz vsaj dveh vial, sposoben preživeti v kulturi. Po opravljenih študijah je CDC pod nadzorom Svetovne zdravstvene organizacije 24. februarja 2015 virus uničil.
Leta 2017 so kanadski znanstveniki ponovno ustvarili virus za konjske koze, kot dokaz za to, da lahko skupina znanstvenikov, brez posebnih znanj in v relativno majhnem laboratoriju, za ne več kot 100.000 dolarjev ab initio ustvari virus črnih koz. To dodatno otežuje sporno vprašanje nadaljnjega hranjenja zalog virusa, saj ga je mogoče znova ustvariti, tudi če so vsi vzorci uničeni. Čeprav so znanstveniki s tem razvojem želeli pomagati pri razvoju novih cepiv in hkrati slediti zgodovini črnih koz, je bilo zelo hitro očitno, da se te metode lahko zlorabijo za zle namene in da zato potrebno lotiti se novih predpisov.